# 金益烈
金 益烈（キム・インニョル、김익렬）は大韓民国の軍人。済州島四・三事件の関係者。

## 経歴
1921年、慶尚南道河東に生まれる。学徒出陣して陸軍予備士官学校に入校。卒業して日本軍少尉。
1946年2月11日付で軍事英語学校を卒業、任少尉(軍番10047番)。第5連隊の創設に参加し、同連隊A中隊（中隊長：白善燁中尉）副官。1947年、第4連隊作戦主任。同年9月、第9連隊副連隊長。同年12月1日、第9連隊長。
1948年4月、済州島で島人の蜂起が起こると、首謀者の金達三と会談して72時間以内に戦闘を中断することを協議した。しかし米軍政庁と趙炳玉警務部長などの強硬策によって交渉は決裂。鎮圧に反対したため、5月に連隊長を解任された。6月18日、第14連隊長。
1948年8月14日、第13連隊長。1950年6月、朝鮮戦争が勃発すると臨津江で勇戦した。7月、アメリカ空軍の誤爆で重傷を負い後送される。1950年8月、大邱訓練所長。1950年8月21日、第6師団第19連隊長。北進作戦に参加。1950年10月、第11師団副師団長。1951年4月25日、第5師団第35連隊長。同年、第5師団副師団長。1952年5月、第8師団長。
1954年6月、アメリカ陸軍指揮幕僚大学に留学。1955年7月、第7師団長。
1957年から1958年まで国防大学院に在学して卒業後、陸軍本部輸送監に就任。
1960年、第1管区司令官。
1961年5月、全羅北道地区戒厳事務所長。
1962年に第1軍団長、第2軍団長を歴任。
1963年、任中将。
1965年、戦闘兵科教育司令官。
1967年5月、国防大学院院長兼合同参謀大学総長。
1969年1月、予備役編入。2月、韓国セメント工業協会理事長。
1972年、仁川製鉄常任理事。
1979年5月、韓国自動車工業協同組合理事長。